# Hrabstwo Nicollet
Hrabstwo Nicollet (ang. Nicollet County) – hrabstwo w stanie Minnesota w Stanach Zjednoczonych. Obszar całkowity hrabstwa obejmuje powierzchnię 466,743 mil2 (1 208,86 km²). Według danych z 2010 r. hrabstwo miało 32 727 mieszkańców. Hrabstwo powstało 5 marca 1853 roku, a jego nazwa pochodzi od nazwiska Josepha Nicolleta – francuskiego geografa, znanego z kartograficznego opisu górnego biegu rzeki Missisipi.

## Sąsiednie hrabstwa
- Hrabstwo Sibley (północ)
- Hrabstwo Le Sueur (wschód)
- Hrabstwo Blue Earth (południe)
- Hrabstwo Brown (południowy zachód)
- Hrabstwo Renville (północny zachód)

## Miasta
- Courtland
- Lafayette
- Nicollet
- St. Peter